# Communistenbond van Vojvodina
De Communistenbond van Vojvodina (Servo-Kroatisch: Savez komunista Vojvodine / Савез комуниста Војводине, SKV; Hongaars: Vajdasági kommunista párt, VKP) was tussen 1945 en 1989 de enige toegestane politieke partij in de Socialistische Autonome Provincie Vojvodina. De SAP Vojvodina maakte deel uit van de Socialistische Republiek Servië, een van de deelrepubliek van de Socialistische Federale Republiek Joegoslavië. De Communistenbond van Vojvodina was een autonome afdeling van de Servische Communistenbond (SKS).

## Geschiedenis
De SKV werd in 1943 opgericht onder de naam Communistische Partij van Vojvodina (KPV) en resulteerde onder de Servische Communistische Partij. Met de oprichting van de Socialistische Autonome Provincie Vojvodina in 1945 werd het de enige toegestane partij in die provincie. De etnische samenstelling van de partijleiding reflecteerde de bevolkingssamenstelling van Vojvodina waar naast veel Serviërs ook ander etniciteiten wonen, waaronder veel Hongaren. In 1952 werd de partijnaam gewijzigd in Communistenbond van Vojvodina (SKV). In 1968 kreeg de SKV meer zelfstandigheid ten opzichte van de Servische partij. De positie van de SKV werd versterkt met aannemen van de grondwet van 1974 die van Vojvodina een de facto zelfstandige republiek maakte binnen de Joegoslavische federatie. Aan deze situatie kwam in 1988 een einde toen de autonomie van de provincie door de Servische regering onder Slobodan Milošević werd ingetrokken. De leiding van de SKV werd vervangen door loyale aanhangers van de Servische president. In juli 1990 werd de SKV ontbonden en ging de partijleiding over tot de Socialistische Partij van Servië (SPS). Een klein deel dat tegen het opgaan van de SKV in de SPS was, vormde de Bond van Sociaaldemocraten van Vojvodina.

## Voorzitter van de SKV
- Isa Jovanović (1943)
- Jovan Veselinov (1943–1946)
- Dobrivoje Vidić (1946 – Mai 1951)
- Stevan Doronjski (Mai 1951–1966)
- Mirko Tepavac (1966–1969)
- Mirko Čanadanović (1969–1972)
- Dušan Alimpić (1972-1981)
- Boško Krunić (1981-1982)
- Marko Đuričin (1982-1983)
- Slavko Veselinov (1983-1984)
- Boško Krunić (1984-1985)
- Đorđe Stojšić (1985-1988)
- Milovan Šogorov (1988)
- Boško Kovačević (1988-1989)
- Nedeljko Šipovac (1989-1990)

Communistenbond van Bosnië en Herzegovina · Kroatische Communistenbond · Macedonische Communistenbond · Montenegrijnse Communistenbond · Servische Communistenbond (Communistenbond van Vojvodina · Kosovaarse Communistenbond) · Bond van Communisten van Slovenië ·
Organisatie van de Communistenbond binnen het Joegoslavische Volksleger